# بحر بالي
بحر بالي (بالإندونيسية : Laut Bali)، يقع شمال جزيرة بالي وجنوب جزر كانجيان في إندونيسيا، يتصل هذا البحر إلى الشرق والشمال الشرقي مع بحر فلوريس ومضيق مادورا، شهد البحر عدة موجات تسونامي وكانت أول موجة تم رصدها وتسجيلها سنة 1815، وكذلك عدة أنشطة بركانية.